# Brendan Żeglarz

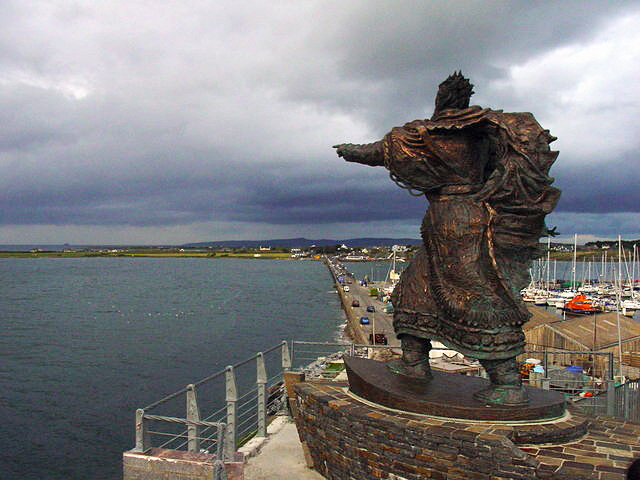
Współczesny pomnik na wyspie Samphire (Irlandia).

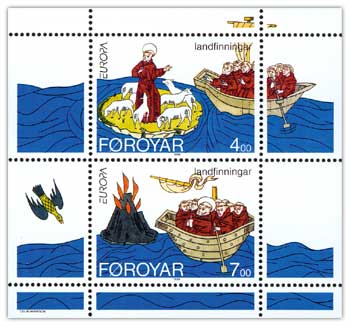
Brendan odkrywający Wyspy Owcze i Islandię na okolicznościowym bloczku ze znaczkami wydanym 18 kwietnia 1994 przez Postverk Føroya, Wyspy Owcze.

Brendan Żeglarz (z Clonfert), Brénainn Cluana Ferta, irl. Naomh Breandán, Święty Brendan, również Brandan, Brénaind (ur. ok. 484 w Ciarraighe Luachra, zm. 577 lub 583 w Enachduin) – irlandzki mnich, założyciel opactwa w Clonfert (irl. Cluain Fearta, hrabstwo Galway) oraz jego pierwszy przełożony, żeglarz i podróżnik, święty Kościoła katolickiego, jedna z najsławniejszych postaci hagiografii średniowiecza i jeden z dwunastu apostołów Irlandii.
Zwany był „podróżnikiem” z racji wypraw, które odbył według legendy w poszukiwaniu Ziemi Obiecanej, opisanych jako „Navigatio Sancti Brendani” – przypisuje mu się pobyt m.in. na Azorach, w Islandii, na Grenlandii i w Ameryce Północnej.

## Źródła
Istnieje bardzo mało pewnych informacji na temat życia Brendana, mimo że w irlandzkich kronikach i genealogiach można odnaleźć przynajmniej przybliżone daty jego urodzin i śmierci oraz relacje z pewnych wydarzeń z jego życia. Po raz pierwszy Brendan pojawia się w Vita Sancti Columbae Adamnana z Hy, napisanej pomiędzy 679 a 704 rokiem. Jako żeglarz pojawia się po raz pierwszy w martyrologii z Talaght pochodzącej z dziewiątego wieku.
Główne dzieła poświęcone świętemu i jego legendzie to „Życie Brendana” w kilku wersjach łacińskich i irlandzkich (Vita Brendani/Betha Brenainn) i szerzej znana „Żegluga świętego Brendana opata” (Navigatio sancti Brendani abbatis). Niestety, zarówno „Życie...”, jak i „Podróże...” nie dostarczają zbyt wielu wiarygodnych informacji o jego życiu i podróży, jednakże zdają sprawę z rozwoju historii o nim w ciągu kilku stuleci po jego śmierci. Dodatkowy problem stanowi fakt, że nie jest znany dokładny związek między tradycją „Życia...” a tradycją „Podróży...”.
Nie wiadomo kiedy narodziła się tradycja „Życia...”. Najwcześniejsze ocalałe kopie pochodzą z końca XII wieku, ale uczeni sądzą, że istniała wcześniejsza jego wersja sprzed 1000 roku. „Podróż...” została najprawdopodobniej napisana wcześniej, w drugiej połowie VIII wieku. W litanii ułożonej pod koniec VIII wieku święty Oengus przywołuje „sześćdziesięciu, którzy towarzyszyli świętemu Brendanowi w jego poszukiwaniu Ziemi Obiecanej”.
Wszelkie próby rekonstrukcji szczegółów z życia historycznego Brendana i zrozumienia istoty jego legendy muszą się opierać przede wszystkim na irlandzkich kronikach i genealogiach oraz różnych wersjach „Życia Brendana”.

## Wczesne życie
Brendan urodził się w 484 roku naszej ery w Tralee w hrabstwie Kerry w prowincji Munster w południowo-zachodniej Irlandii. Pochodził z plemienia Altraige, które zamieszkiwało okolice zatoki Tralee. Jego rodzice nazywali się Finnlug i Cara. Zgodnie z tradycją urodził się w okolicy Kilfenora/Fenit na północnej części zatoki, a ochrzczony został w Tubrid koło Ardfert przez świętego Erca. Miał otrzymać imię Mobhí, lecz jako że jego narodzinom i chrzcinom towarzyszyły omeny i złe znaki, został nazwany Broen-finn (ang. „fair-drop”, „kropla piękna/sprawiedliwości”). Przez pięć lat zdobywał wykształcenie pod okiem Ity Irlandzkiej, zwanej „drugą świętą Brygidą”. Gdy miał sześć lat, został wysłany do szkoły przyklasztornej świętego Jarlatha w Tuam by kontynuować naukę. Brendan jest jednym z dwunastu apostołów Irlandii, którzy pobierali nauki u wielkiego mistrza, świętego Finiana.

## Założone klasztory
Święty Brendan został wyświęcony na księdza w 512 roku przez świętego Erca. Przez następne dwadzieścia lat żeglował do wszystkich wysp otaczających Irlandię niosąc słowo Boże i zakładając klasztory. Jednym z najważniejszych był klasztor w Clonfert w Galway, założony w 557 roku, który przetrwał aż do początku XVII wieku. Podczas pierwszej podróży Brendan udał się na Wyspy Aran, gdzie założył klasztor, po czym opłynął wiele innych wysepek, w tym Hinbę (Argyll) u wybrzeży Szkocji, gdzie podobno spotkał świętego Kolumbę opata z Hy. Podczas tej podróży udał się też do Walii, a w końcu do Bretanii na północnym wybrzeżu Francji. W latach 512 – 530 Brendan zbudował cele klasztorne w Ardfert i Shanakeel (Seana Cill, „stary kościół”) u podnóża góry Brandon. Stąd właśnie miał wyruszyć na swą słynną podróż w poszukiwaniu Raju. W starych irlandzkich kalendariach istnieje specjalne święto „Egressio familiae S. Brendani”.

## Legendarna podróż
Święty Brendan jest znany przede wszystkim ze swej legendarnej podróży do Wyspy Błogosławionych opisanej m.in. w pochodzącej z dziewiątego wieku „Podróży świętego Brendana Żeglarza”. Istnieje wiele wersji opowieści o tym, jak wypłynął na Ocean Atlantycki z szesnastoma pielgrzymami (w niektórych wersjach – z czternastoma i dodatkowymi trzema niewierzącymi, którzy dołączyli do wyprawy w ostatniej chwili) w poszukiwaniu Edenu. Jednym z jego towarzyszy miał być święty Malon, od którego imienia pochodzi nazwa miasta portowego w Bretanii, Saint-Malo. Jeśli to faktycznie miało miejsce, musiało nastąpić pomiędzy 512 a 530 rokiem, zanim udał się do Bretanii. Podczas swej podróży miał zobaczyć Wyspę Świętego Brendana, świętą wyspę pokrytą bujną roślinnością. Miał też, podobnie jak święty Kolumba opat z Hy, spotkać potwora morskiego. Jego najczęściej ilustrowaną przygodą jest przybycie na wyspę, która okazała się grzbietem wielkiego potwora Jasconiusa. Ta opowieść również znajduje odpowiedniki w innych historiach, i to nie tylko w mitologii irlandzkiej, ale i innych tradycjach, od przygód Sinbada Żeglarza po historię Pinokia.

### Podróż świętego Brendana
Najwcześniejsza zachowana wersja „Podróży świętego Brendana” powstała około roku 900. Istnieje około 100 manuskryptów tej historii rozsianych po całej Europie, jak również wiele dodatkowych tłumaczeń. „Podróż świętego Brendana” jest jawnie chrześcijańską opowieścią, ale zawiera również opisy zjawisk naturalnych i fantastycznych miejsc i zdarzeń, które przemawiały do szerszej publiczności. Zawiera wiele podobieństw i intertekstualnych odniesień do „Podróży Brana” i „Podróży Maelduna”.
Zbudował on na wybrzeżu Kerry łódź z wikliny podobną do tradycyjnej irlandzkiej łodzi currach, pokrył ją skórami wygarbowanymi korą dębu i zmiękczonymi masłem, postawił maszt i żagiel. Przez czterdzieści dni pościł wraz z małą grupą mnichów, po czym zmówił modlitwę na wybrzeżu i w imię Świętej Trójcy odbił od brzegu. Opis tych zdarzeń charakteryzuje się sporą dozą licentia poetica i zawiera odniesienia do piekła, gdzie „potężne demony wyrzucają bryły ognistego żużlu z wyspy spływającej rzekami złotego ognia” i „wielkich kryształowych słupów”. Obecnie sądzi się, że są to odniesienia do aktywności wulkanicznej wokół Islandii i do gór lodowych.
Streszczenie kolejnych rozdziałów:
1. Święty Barrid opowiada o swojej wizycie na Rajskiej Wyspie, co zachęca Brendana do wyruszenia na jej poszukiwania.
2. Brendan wybiera grupę 14 mnichów, którzy mają mu towarzyszyć.
3. Poszczą z trzydniowymi odstępami przez 40 dni, po czym odwiedzają świętego Endę na trzy dni i trzy noce.
4. Trzech spóźnionych dołącza do grupy.
5. Znajdują wyspę, na której jest pies, niespotykana gościnność (znajdują jedzenie, choć nie ma tam żadnych ludzi) i etiopski diabeł.
6. Jeden ze „spóźnionych” przyznaje się do kradzieży na tajemniczej wyspie. Brendan odprawia egzorcyzm, by wyrzucić z niego etiopskiego diabła, po czym „spóźniony” umiera.
7. Znajdują wyspę, na której chłopiec przynosi im chleb i wodę.
8. Znajdują wyspę, na której pasą się owce. Zjadają niektóre z nich i spędzają tam Wielki Tydzień,
9. Znajdują wyspę Jasconiusa. Odprawiają tam mszę wielkanocną, polują na wieloryby i łowią ryby.
10. Znajdują wyspę, która jest Rajem Ptaków. Ptaki śpiewają psalmy i wychwalają Pana.
11. Znajdują wyspę zakonników z Ailbe, którzy mają magiczne pieczywo, nie starzeją się i żyją w całkowitej ciszy. Obchodzą tam Boże Narodzenie.
12. Długa wyprawa po Wielkim Poście. Znajdują wyspę, na której jest studnia, i piją z niej wodę. Woda usypia ich na 1, 2 lub 3 dni, w zależności od tego, ile kto jej wypił.
13. Znajdują „zastygłe” morze.
14. Powracają do wysp owiec, Jasconiusa i Raju Ptaków. Jeden z ptaków przepowiada, że będą musieli kontynuować ten trwający rok cykl przez siedem lat, zanim staną się wystarczająco święci, by dotrzeć na Rajską Wyspę.
15. Potwór morski podpływa do łodzi, ale Bóg przesuwa morze, by ją ocalić. Drugi potwór podpływa, rozszarpuje pierwszego na trzy części, po czym odpływa. Mężczyźni zjadają martwego potwora.
16. Znajdują wyspę, na której są trzy zakonne chóry. Zakonnicy dają im owoce, a drugi "spóźniony" tam zostaje, gdy pozostali odpływają.
17. Znajdują wyspę winogron, na której zostają na 40 dni.
18. Są świadkami walki między gryfonem i ptakiem. Gryfon ginie.
19. Znów wyruszają do klasztoru w Ailbe by spędzić tam Boże Narodzenie.
20. Morze jest spokojne, choć wiele groźnych ryb krąży wokół ich łodzi, ale Bóg ich chroni.
21. Znajdują wyspę, lecz gdy rozpalają ogień, wyspa tonie; jest to grzbiet wieloryba.
22. Mijają na morzu “srebrny słup opleciony siatką”.
23. Mijają wyspę kowali, którzy rzucają w nich żużlem.
24. Znajdują wulkan, a trzeciego "spóźnionego" diabły zabierają w dół do Piekła.
25. Znajdują nieszczęśliwego Judasza siedzącego na zimnym, mokrym kamieniu pośrodku morza i dowiadują się, że jest to jego miejsce wytchnienia od Piekła na czas niedziel i świąt. Brendan przez jedną noc chroni Judasza przed diabłami z Piekła.
26. Znajdują wyspę, gdzie pustelnik Paweł prowadził przez ostatnie 60 lat nienaganne klasztorne życie. Nie nosi niczego poza włosami i jest karmiony przez wydrę.
27. Powracają na wyspę owiec, Jasconiusa i Raj Ptaków.
28. Znajdują Ziemię Obiecaną.
29. Wracają do domu, gdzie Brendan umiera.

### Kontekst
„Podróż świętego Brendana” wpasowuje się w ramy popularnego w czasach jej powstania, charakterystycznego dla Irlandii gatunku literackiego zwanego immramem. Irlandzkie immramy przeszły największy rozkwit w VII i VIII wieku naszej ery. Typowy immram jest opowieścią o serii morskich przygód głównego bohatera. (W niektórych z nich występuje motyw poszukiwania i wizyt na Tir na nOg, wyspie znajdującej się daleko na zachodzie, poza krawędzią mapy świata.) Istnieją pewne podobieństwa między „Podróżą świętego Brendana” a „Podróżą Brana”, która powstała znacznie wcześniej. W „Podróży świętego Brendana” typowy dla immramu styl opowieści został połączony z ascetyczną tradycją religijną, w której mnisi podróżują samotnie w łodziach, izolując się, podobnie jak ich bracia z pustyni, którzy zaszywali się w jaskiniach.
Podróże Brendana stanowią jedną z najbardziej niezwykłych i trwałych europejskich legend. Jako że wiele z przygód Brendana znanych jest tylko z „Podróży…”, uczonym trudno jest rozróżnić co jest faktem, a co mitem. Powstała w tamtym czasie historia podróży Brendana posiada pewne cechy charakterystyczne immramu. Zupełnie jak w immramie, „Podróż…” opowiada historię Brendana, który z kilkoma towarzyszami wyrusza, by odnaleźć terra repromissionis sanctorum, Ziemię Obiecaną Świętych albo Ziemski Raj.
Jude S. Mackley uważa, że nacisk na odnalezienie możliwych faktycznych lokalizacji z „Podróży…” odciąga uwagę od głównego celu autora, czyli przedstawienia historii o „...zbawieniu, klasztornym posłuszeństwie i wierze niezbędnej, by podjąć się takiej wyprawy”.

### Intertekstualność
Między badaczami nie ma zgody co do tego, czy to „Podróż świętego Brendana” wywarła wpływ na „Podróż Maelduna” czy odwrotnie. Jude Mackley sugeruje, że wczesna wersja „Brendana” wpłynęła na wczesnego „Maelduna”, a potem w miarę rozwoju obu tradycji następowały kolejne zapożyczenia. „Podróż świętego Brendana” adaptuje tradycje immramu w kontekście chrześcijańskim.
Głównym podobieństwem między „Podróżą świętego Brendana” a „Podróżą Maelduna” jest wprowadzenie trzech dodatkowych pasażerów. Do Maelduna dołącza trzech jego przyrodnich braci; do Brendana trzech mnichów. W obu przypadkach to dołączenie zaburza równowagę podróży i dopiero gdy dodatkowe osoby nie będą już dłużej na pokładzie, może ona dobiec końca.

### Wersja staroniderlandzka
Jedną z najstarszych zachowanych na piśmie wersji tej legendy jest powstała w XII wieku w języku niderlandzkim De Reis van Sinte Brandaen („Podróż świętego Brendana”). Według uczonych powstała ona na podstawie zaginionego tekstu w dialekcie wysokoniemieckim z uwzględnieniem wpływów celtyckich, chrześcijańskich i elementów baśniowych. „De Reis van Sinte Brandaen” opisuje Brandaena, mnicha z Galway, i jego dziewięcioletnią podróż dookoła świata. Miała ona być karą od anioła, który zobaczył, że Brandaen, nie uwierzywszy w prawdziwość księgi opisującej cuda stworzenia, rzucił ją w ogień. Anioł powiedział mu, że prawda została właśnie zniszczona. W czasie swej podróży Brandaen natrafił na wiele cudów i okropności tego świata, takich jak Judasza zamarzniętego z jednej strony i płonącego po drugiej, ludzi ze świńskimi głowami, psimi nogami i wilczymi zębami uzbrojonych w łuki i strzały, czy ogromną rybę, która okrążała statek trzymając w pysku własny ogon. Późniejszą angielską wersją tej opowieści jest wiersz „Life of Saint Brendan”.

### Możliwe powiązania z Ameryką Północną
Legendę o Brendanie często uważa się za alegorię religijną, nie jest jednak jasne, czy opiera się na rzeczywistych zdarzeniach czy nie. Przez wiele lat akademickich dyskusji powstało wiele hipotez dotyczących możliwego położenia geograficznego Wyspy Świętego Brendana. Lokowano ją w najróżniejszych miejscach na prekolumbijskich mapach: od południowego wybrzeża Irlandii przez Wyspy Kanaryjskie, Wyspy Owcze, Azory, Maderę, aż po obszar w pobliżu równika. Przekonanie o faktycznym istnieniu tej wyspy zostało niemal całkowicie odrzucone wraz z powstaniem nowej teorii przypisującej Irlandczykom zaszczyt odkrycia Ameryki. Istnieje Stowarzyszenie Świętego Brendana głoszące, że Brendan był pierwszym Europejczykiem, który dotarł do Ameryki Północnej.
Tim Severin udowodnił, że jest możliwe dopłynięcie do Ameryki opisaną w „Podróży świętego Brendana” pokrytą skórą łodzią. Nakręcony przez niego film z 1978 roku stał się inspiracją dla Shauna Daveya do skomponowania suity orkiestrowej zatytułowanej „Podróż świętego Brendana”.
„Podróż…” była w średniowieczu powszechnie znana w Europie. Na mapach z czasów Kolumba bardzo często umieszczano Wyspę Świętego Brendana w zachodniej części Oceanu Atlantyckiego. Według Paula Chapmana, Kolumb właśnie z „Podróży…” dowiedział się, że najbardziej sprzyjające prądy morskie i wiatry do podróży na zachód są w okolicy Wysp Kanaryjskich, a do podróży na wschód na trasie położonej bardziej na północ, i tychże szlaków trzymał się podczas wszystkich swoich czterech wypraw.

## Późniejsze życie
Brendan podróżował do Walii i na świętą wyspę Ionę na zachodnim wybrzeżu Szkocji; w drodze powrotnej do Irlandii założył klasztor w Annaghdown, gdzie pozostał do końca życia. Założył tam również żeński klasztor dla swej siostry Brigi. Został uznany za świętego przez Kościół Katolicki. Jego święto obchodzone jest 16 maja. Ustanowił biskupstwo w Ardfert, po czym udał się do Thomondu, gdzie około roku 550 założył klasztor w Inis-da-druim (obecnie Coney Island) w parafii Killadysert w hrabstwie Clare. Wyruszył do Llancarfan, gdzie studiował pod okiem Gildasa Mędrca, a następnie na Ionę, gdzie uważa się, że na wybrzeżach Kil-brandon i Kil-brennan pozostały ślady jego apostolskiej gorliwości. Po trzyletniej misji w Brytanii powrócił do Irlandii, by konwertować niewiernych na różnych obszarach Leinster, przede wszystkim w Dysart (hrabstwo Kilkenny), Killiney (Tubberboe) i Brandon Hill. Założył kościoły w Inchiquin (hrabstwo Galway) i Inishglora (hrabstwo Mayo). Zmarł około roku 577 w Annaghdown, podczas odwiedzin u siostry. Chcąc uniknąć sytuacji, w której jego wyznawcy uczyniliby z jego ciała relikwie, Brendan przed swoją śmiercią zorganizował przeniesienie swego ciała do założonego przez niego klasztoru w Clonfert, gdzie został pochowany.

## Kult
W średniowieczu kult św. Brendana był bardzo rozpowszechniony (zob. katedra w Ardfert z XII wieku). Legendarną wyspę do której miał dopłynąć podróżnik nazwano Wyspą Świętego Brendana.
Katedra w Clonfert (powstała w miejsce klasztoru, założonego w 563 przez Brendana) nosi jego wezwanie i tu też spoczywają relikwie świętego. W Bothell w stanie Waszyngton, USA) kościół i szkoła obrały sobie św. Brendana za patrona.
Istnieją także miejsca nawiązujące nazwą do świętego: m.in. miasto Saint-Brandan we Francji czy grupa wysp Cargados Carajos, znanych jako Saint Brandon Rocks lub Saint Brendan's.

## Dzień obchodów
Wspomnienie liturgiczne św. Brendana obchodzone jest 16 maja (obecnie w Irlandii wspomnienie jest dowolne).
Lokalnie wspominany jest również przez wyznawców prawosławia 16/29 maja, tj. 29 maja według kalendarza gregoriańskiego.